# Antiarrítmicos da classe IV
Os antiarrítmicos do grupo IV são um grupo de fármacos que bloqueiam os canais de cálcio (Ca2+) das membranas dos miócitos.

## Farmacologia
Bloqueiam os receptores de cálcio. No nodo AV (marcapasso natural do coração), é a entrada lenta de cálcio que propaga o potencial de acção. A inibição de canais impede o potencial de ser gerado, mesmo que haja estímulos suficientes.

## Efeitos
Redução do ritmo cardíaco, com supressão dos batimentos imediatamente seguidos.

### Efeitos adversos
- Bradicardia (batimentos demasiado lentos)
- Dores de cabeça (cefaleias)
- Joelhos inchados
- Obstipação
- Deterioração de insuficiência cardíaca já existente.

## Usos clínicos
- Taquicardia supraventricular
- Fibrilação auricular

## Fármacos mais importantes
- Verapamil
- Diltiazem